# Телешева, Екатерина Александровна
Екатери́на Алекса́ндровна Те́лешева (Телешо́ва, Телешёва); (1804—1857) — русская балерина, любимая ученица Дидло и Е. И. Колосовой.

## Биография
В начале XIX века Екатерина, — наследница обедневшего дворянского рода, — поступила в Петербургское театральное училище. Впервые она, тогда ещё ученица театрального училища, появилась на петербургской сцене в балете своего учителя Шарля Дидло «Зефир и Флора» в 1820 году. После окончания училища её принимают солисткой в труппу петербургского Большого театра, где Телешова вскоре занимает ведущее положение. Она с успехом танцует в балетах Дидло. В 1824 году исполняет партию Волшебницы в балете Шольца по поэме А. С. Пушкина «Руслан и Людмила, или Низвержение Черномора, злого волшебника».

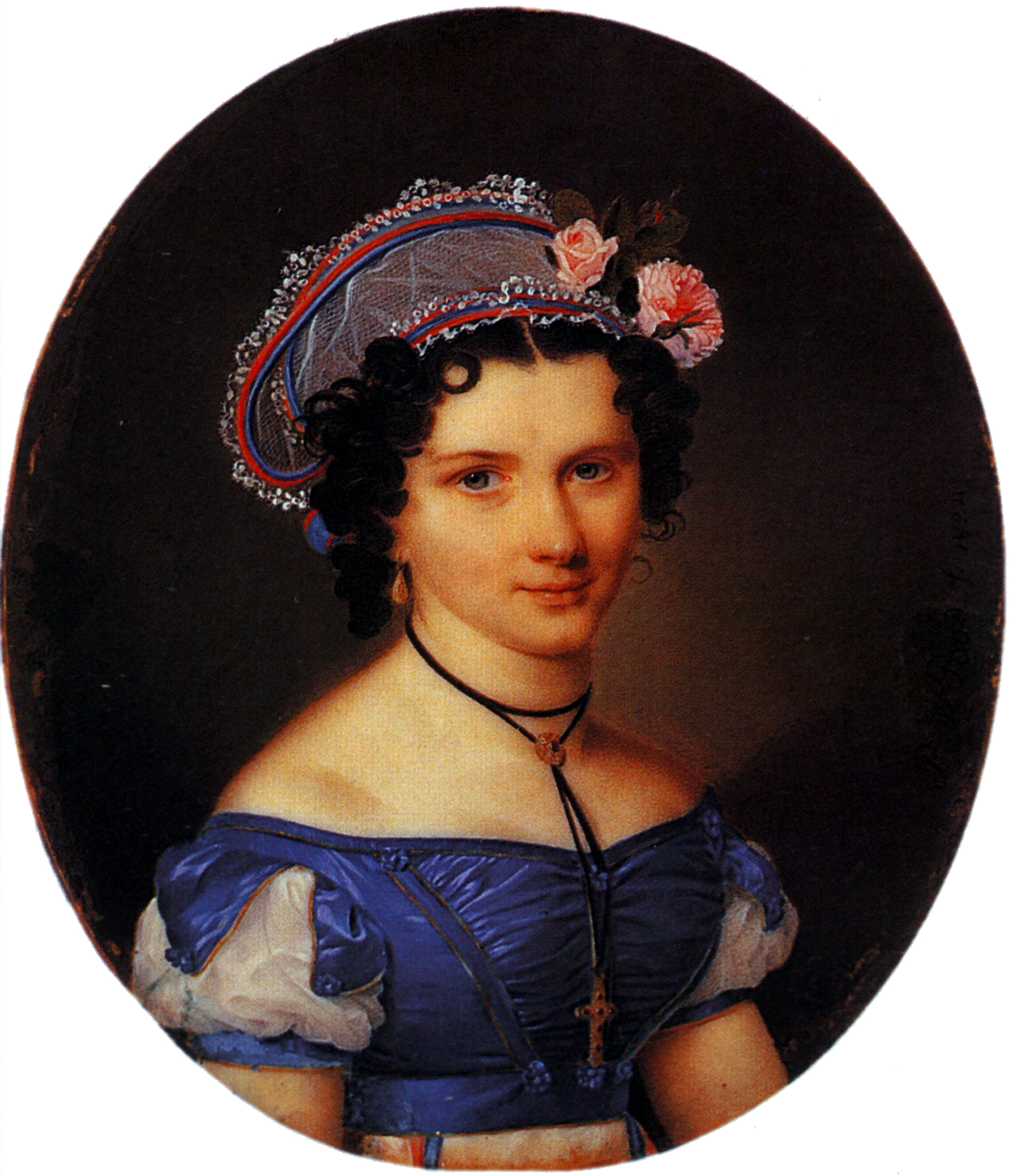
Портрет Телешовой в роли Луизы из балета «Дезертир» работы Пьетро Росси, 1824

На сцене выступала одновременно с другой, тоже изящной танцовщицей Верой Зубовой; обе были талантливы, обе красивы, обе имели массу поклонников, сначала подруги по школе, позднее соперницы за сердце Милорадовича.
Телешова была изящная, привлекательная женщина: высокого роста стройная брюнетка, она была пантомимной танцовщицей с чрезвычайно выразительной мимикой, притом обладала замечательной лёгкостью в танцах. Она особенно отличалась в балетах «Дезертир» на музыку Монсиньи, «Федра и Ипполит» Кавоса и Турика, в комедии «Батюшкина дочка», в опере «Фенелла» Обера. Несмотря на успех в балете, она была известна своей привязанностью к драматическому искусству. Родственница известной Е. И. Ежовой, «домоправительницы» князя Шаховского, Телешова пользовалась расположением закулисного начальства, и услужливый Дидло назначал ей те роли, которые ей нравились.

В 1827 году Телешова получила звание придворной танцовщицы. О её таланте один из современников писал:
…При самой очаровательной наружности имела она столько чувств и игры, что увлекала самого бесстрастного зрителя.
О Екатерине Телешовой неоднократно упоминает в своей книге театральный актёр, критик и историк балета А. А. Плещеев (1858—1944).

## Личная жизнь

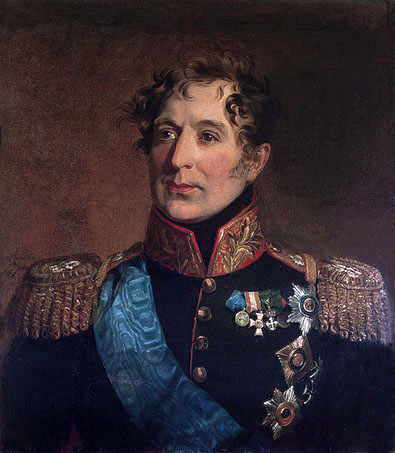
Милорадович

Её покровителем и любовником, фактически гражданским мужем, был граф, генерал-губернатор Санкт-Петербурга Михаил Андреевич Милорадович, именно с её квартиры он отправился на Сенатскую площадь в день мятежа декабристов, где был убит Каховским.
В период связи с Милорадовичем Телешова стала «закулисной султаншей». Говорили даже, что из-за неё погибла другая талантливая балерина Анастасия Семёновна Новицкая (1790—1822), которая отказалась играть в одном спектакле с ней второстепенную роль: якобы Милорадович так напугал её своими угрозами посадить в смирительный дом, что она слегла в постель и вскоре умерла. В Екатерину был влюблён Александр Грибоедов, тогда офицер гусарского полка, который посвятил ей стихотворение в связи с исполнением ею танца Золмиры в балете «Руслан и Людмила», поставленном на сцене 8[уточнить] декабря 1824 года:

О, кто она? — Любовь, харита,

Иль пери для страны иной

Эдем покинула родной,

Тончайшим облаком обвита?

И вдруг — как ветр её полет!

Звездой рассыплется, мгновенно

Блеснет, исчезнет, воздух вьет

Стопою свыше окрыленной…

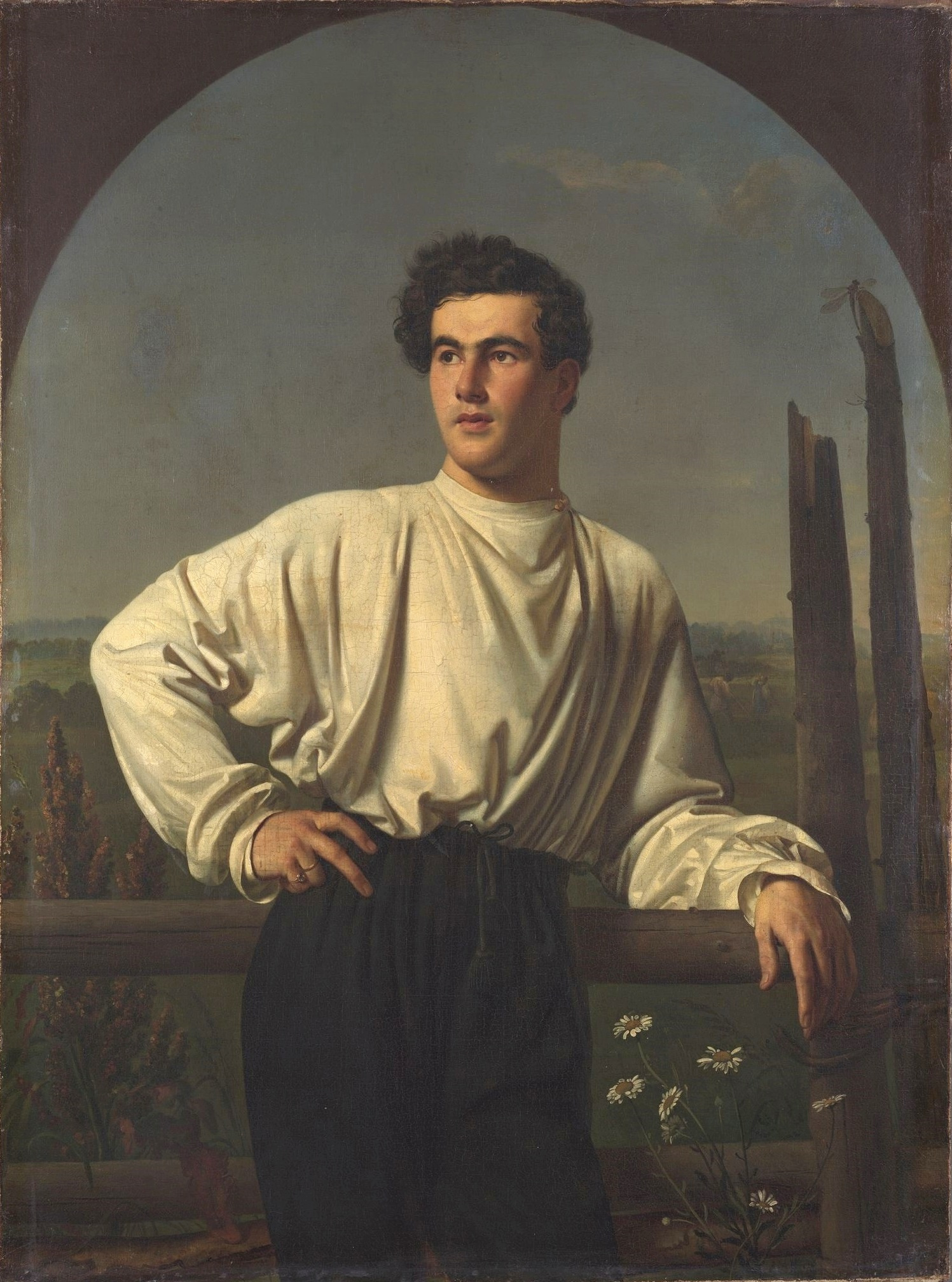
Кипренский О. (1826 г.) портрет А.Ф. Шишмарёва

Эти обстоятельства привели к серьёзному конфликту Грибоедова с Милорадовичем, который разрешила только смерть последнего.
Телешова состояла в гражданском браке с богачом Афанасием Фёдоровичем Шишмарёвым (1790—1876), от которого имела пять сыновей и дочь Екатерину, получивших фамилию Телешовых.
Екатерина Телешова оставила сцену в 1842 году в возрасте тридцати восьми лет. Умерла в 1857 году, пережив свою сценическую славу.
Скончалась Е. А. Телешева 4 января 1858 г. Погребена 7 января 1858 г. в Воскресенском Новодевичьем монастыре. (ЦГИА С.-Петербурга. Фонд 19, опись 124, дело 778, листы 154-об. - 155.)

## Образ в культуре и искусстве

### В живописи
Карл Брюллов пригласил её позировать для картины «Итальянка у фонтана», а Орест Кипренский запечатлел её портрет в образе одной из балетных героинь — Зелии из балета «Приключение на охоте» (1828). Также Телешова изображена на картине Григория Чернецова «Парад 6 октября 1831 года в Петербурге» (1837).

### В кинематографе
- «Декабристы» — роль исполнила Н. Мародзинская
- «Смерть Вазир-Мухтара» — роль исполнила Ольга Медынич.
- Союз спасения. Время гнева — роль исполнила Мария Ахметзянова.